# Laurentiuskirche (Strzelce Opolskie)
| Laurentiuskirche Kościół Rzymskokatolicki pw św. Wawrzyńca | Laurentiuskirche Kościół Rzymskokatolicki pw św. Wawrzyńca                                                                 |
| ---------------------------------------------------------- | --- |
| Foto                                                       | |
| Adresse                                                    | Strzelce Opolskie ul. Kołłątaja 9                                                                                          |
| Konfession                                                 | römisch-katholisch |
| Aktuelle Nutzung                                           | Gemeindekirche; Kulturort                                                                                                  |
| Webseite:                                                  | www.parafia-strzelce.pl |
| Gebäude                                                    | |
| Baubeginn                                                  | 13. Jahrhundert 1904 (totaler Neubau), 1907 vollendet                                                                      |
| Erneuerungen und Umbauten                                  | mehrfach renoviert, Neuanschaffung von Ausstattungselementen Nachfolgebau zu Beginn des 21. Jahrhunderts umfassend saniert |
| Stil                                                       | Neobarock mit Anklängen an Historismus                                                                                     |

Die Laurentiuskirche (polnisch Kościół Rzymskokatolicki pw św. Wawrzyńca) im oberschlesischen Strzelce Opolskie (Groß Strehlitz) ist die römisch-katholische Pfarrkirche der Stadt. Sie wurde im frühen 20. Jahrhundert auf dem Grund ihres Vorgängerbaus im neobarocken Stil errichtet. Das Gebäude ist seit 2007 ein nationales Kulturdenkmal.

## Lage
Das Gotteshaus steht auf einer Fläche, die südlich vom Straßenzug Kołłątaja–Parafialna und nordwestlich von der ehemaligen Dorfstraße (ul. Kościuszki) begrenzt wird. Es handelt sich um den früheren Kirchhof. Wegen des eingeschränkten Baufeldes ist die Kirche nicht geostet, sondern die Apsis zeigt fast genau nach Norden.
Südöstlich neben der Kirche stehen ein Glockenturm (Baszta), ein Rest des abgebrochenen Kirchenbaus aus dem 15. Jahrhundert, sowie ein Denkmal mit Kreuzigungsgruppe, welches der Darlehenskassenverein des Ortes Ende des 19. Jahrhunderts gestiftet hatte. Südwestlich schräg zur Kirche ist das 1913 fertiggestellte Pfarrhaus platziert, südöstlich in symmetrischer Weise die Küsterei.

## Geschichte
Die erste Kirche der Stadt Strzelce für den Kirchenpatron Hl. Laurentius entstand im 13. Jahrhundert, worauf eine urkundliche Erwähnung des Seelsorgers Nikolaus (Mikołaj) im Jahr 1290 hinweist. (Er war zugleich Notar bei Herzog Bolesław I. von Opole.).
Im 15. Jahrhundert erhielt dieses eher bescheidene dreischiffige Gotteshaus Altäre und ein (erster) Altarist arbeitete hier.
Im Dreißigjährigen Krieg erlitt das Kirchengebäude starke Schäden und das Pfarrhaus wurde niedergebrannt, wie aus einem 1687 veröffentlichten Visitationsprotokoll hervorgeht. Demnach wurde das Pfarrerwohnhaus bis dahin auch nicht wieder aufgebaut.
Erst nach dem Amtsantritt von Pfarrer Ernst Joachim von Strachwitz (1687) kamen Renovierungsarbeiten in Gang, eine neue Orgel wurde beschafft und das Pfarrhaus wieder aufgebaut. (Weil die Kirchenbücher eine „neue Orgel“ erwähnen, muss es zuvor schon ein Kirchenmusikinstrument gegeben; das Installalationsdatum ist nicht überliefert.)
Ein weiterer Altar kam 1697 in die Kirche, den Tischler Walek von Tworoga gefertigt hatte. Die Kirchgemeinde erwarb 1736 eine weitere neue Orgel, was bedeutet, dass die 1687 installierte nicht mehr spielbar war. – Das Pfarrhaus wurde in den 1730er Jahren ausgebaut. Ein Stadtbrand im November 1754 beschädigte auch das Kirchengebäude stark, so dass es wieder renoviert werden musste. – Das Dach des Kirchturms konnte erst 1824 erneuert werden.
Nach mehr als 500 Nutzungsjahren und unzähligen Ausbesserungsarbeiten benötigte die Stadtgemeinde, die inzwischen auf mehr als 500 Katholiken angewachsen war, ein neues und größeres Kirchengebäude. Baupläne lieferte Architekt Oskar Hossfeld, Georg Güldenpfennig leitete und überwachte zusammen mit Bauinspektor Weihe im Auftrag des Pfarrers die Bauarbeiten. Die Tiefbauarbeiten und die Maurerarbeiten führte Baumeister Śliwka aus Zabrze mit seinem Team aus.
Für den Bau des neuen Kirchengebäudes wurde nach Abbruch des vorherigen barocken Hauses – bis auf den Kirchturm – im Jahr 1903 die Fläche verändert: Terrassen und Schrägen wurden aufgeschüttet, um das größere Steinbauwerk stabil zu gründen und um eine Krypta einbauen zu können. Die Grundsteinlegung erfolgte am 7. August 1904, der Rohbau war im Herbst 1905 fertig und am 14. September 1905 befestigten die Bauarbeiter die Laterne und das Kreuz. Pfarrer Ganczarski weihte es am 25. September 1905. In der Laterne wurde nach wohlbekanntem Brauch eine Kupferschatulle deponiert, in der Dokumente über den Bau der Kirche und des neuen Pfarrhauses eingelötet worden waren.
Im Jahr 1907 war der Bau vollendet, am 3. Juni 1907 weihte Fürstbischof Kardinal Georg von Kopp (Breslau) die Kirche auf den Namen des Kirchenpatrons Laurentius von Rom, den schon die vorherige Kirche getragen hatte.
Während der Naziherrschaft im Zweiten Weltkrieg erfolgte eine Renovierung des Kircheninneren.
Nach dem Ende dieses Weltkrieges, als die Stadt und Gemeinde zur neu gegründeten polnischen Republik kamen, unternahm ein Teil der Kirchengemeinde eine Pilgerfahrt nach Tschenstochau. Dort erwarb sie für ihre Kirche die Kopie des Bildes der Schwarzen Madonna, welches im Seitenaltar neben der Kanzel seinen Platz erhielt.
Bis zur 100-Jahr-Feier der Kirche, die im Juni 2007 stattfand, erfolgten Umbau- und Modernisierungsmaßnahmen wie Erneuerung der Elektroanlage einschließlich der Beleuchtung, Überarbeitung des Kirchturms, Auffrischung der Fassaden und Wandfarben, Konservierung und Restaurierung des Hauptaltars und der Kanzel sowie aller Gemälde und Bilder.

## Architektur

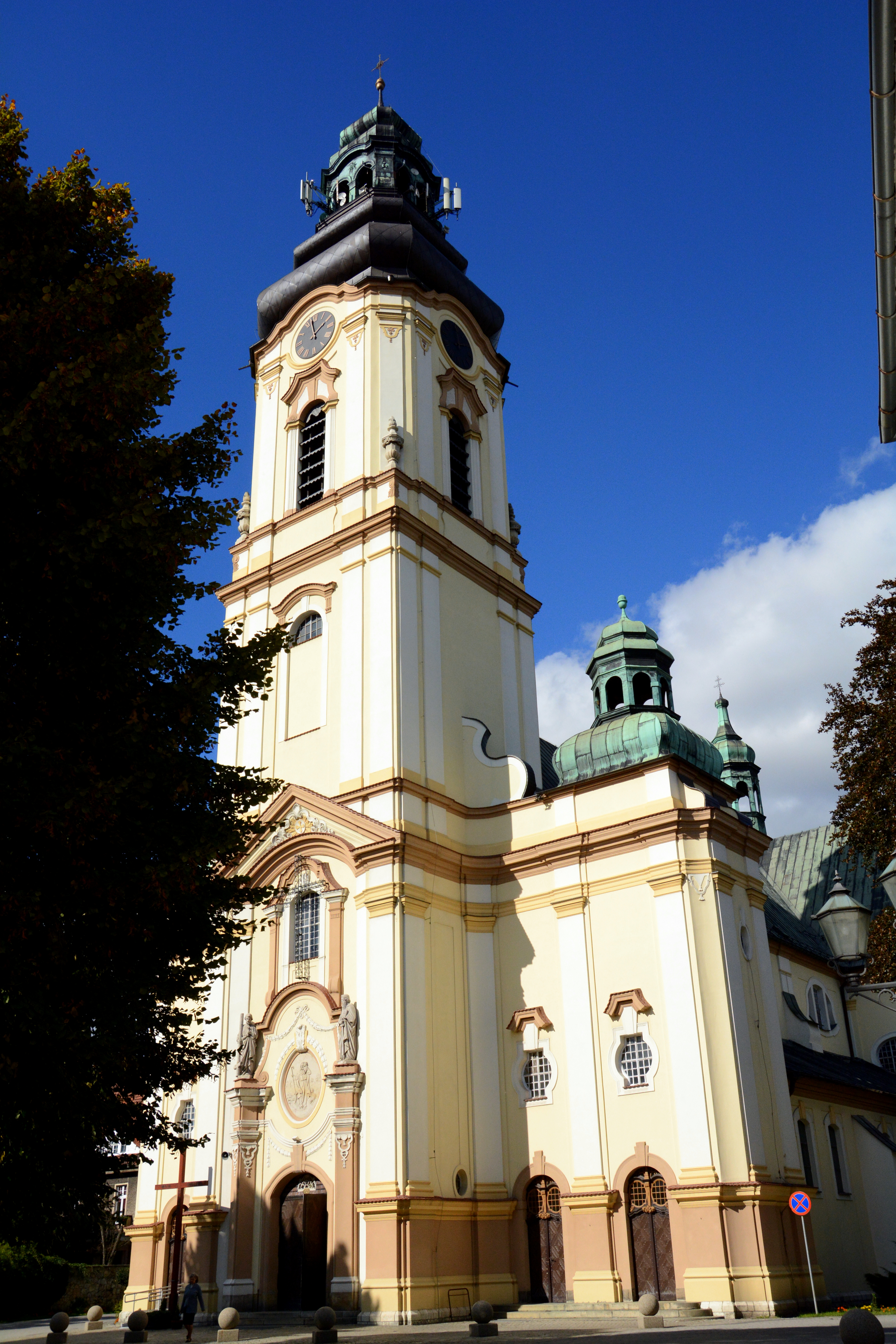
Kirchturm

Die Laurentiuskirche ist ein im neubarocken Stil mit Anklängen an den Historismus ausgeführtes geputztes Ziegelmauerwerk, das auf einem Bruchsteinsockel ruht. – Der Fassadenputz ist großflächig in zartem Beige gehalten, die Simse und Fensterrahmungen sind mit braunen Anstrichen farblich abgesetzt. Das Dach des Hauptschiffes ist mit Kupferplatten bedeckt, auch die Ziertürmchen über den Treppenbauten weisen Kupferverkleidungen auf.
Der 62 Meter hohe Kirchturm mit quadratischem Grundriss und Seitenlängen von fünf Metern ist mit einer gegliederten sich verjüngenden Zwiebelhaube abgeschlossen.

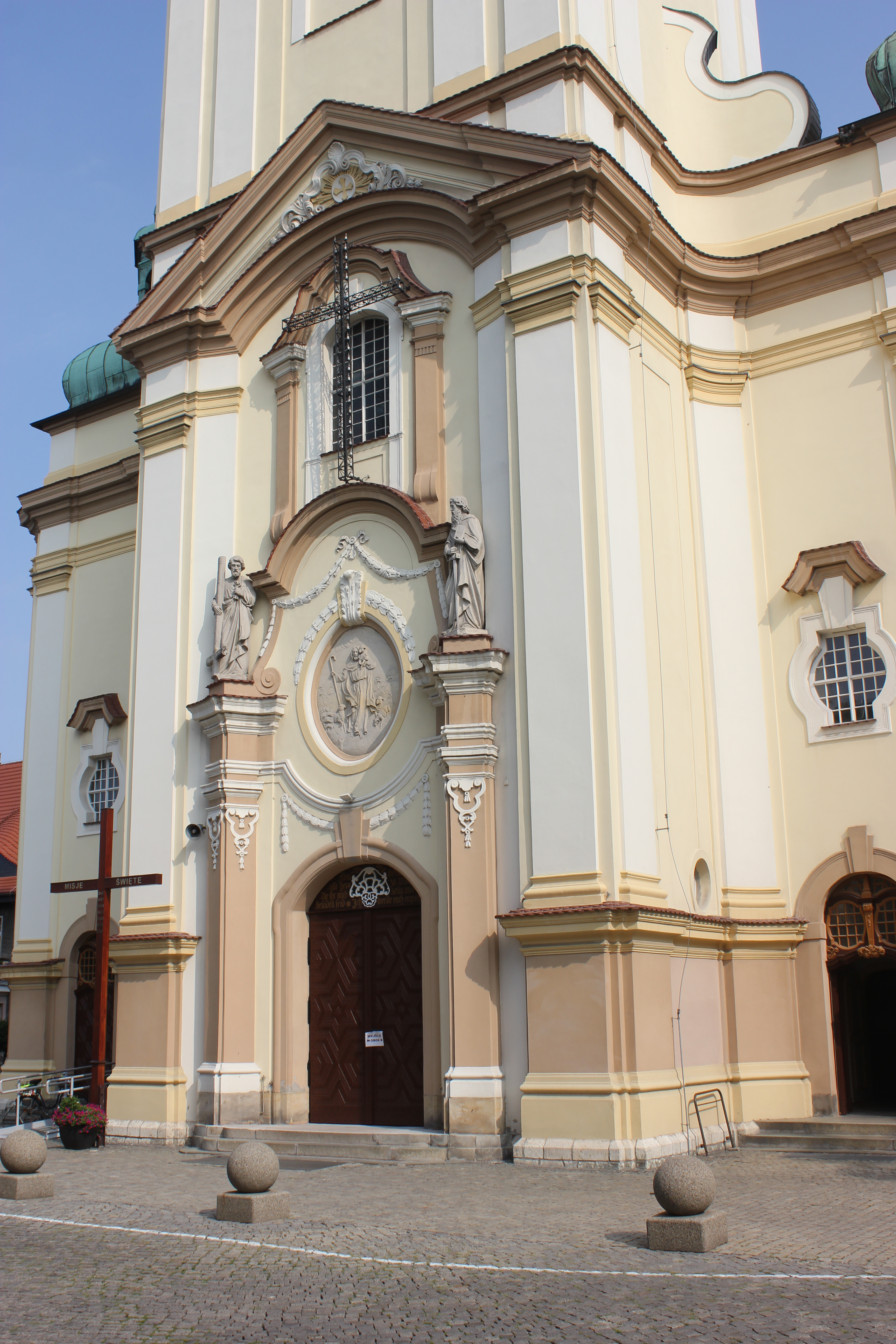
Hauptportal

Das Hauptportal, über dem Reliquien des guten Hirten aus Stuck und daneben Apostelfiguren angebracht sind, ist an der Kirchturmfront eingebaut. Es besteht aus einer zwei Meter breiten zweiflügeligen geschnitzten Halbrundbogen-Holztür, über welche sich in einem großen geputzten Oval hinter einer Kartusche die genannten Reliquien befinden. Die Türblätter sind mit schmiedeeisernen Beschlägen verziert. Beiderseits des Hauptportals sind auf gestellten hohen runden Säulen Statuen aufgestellt, die (östlich) (westlich) darstellen ????.
Hinter dem Portal gelangen die Besucher in eine große Turmhalle, über der die Bälgekammer für das Orgelwerk untergebracht ist. In der zweiten Etage des Turmes ist die Glockenstube mit offenen Klangarkaden eingerichtet, über welcher nach der Einweihung noch eine Kirchturmuhr eingebaut worden ist, die Zifferblätter sind schon beim Bau befestigt worden.
Beiderseits des Turmes, in der Front etwas zurückgesetzt, sind Treppentürme zur Orgelempore eingefügt, die äußerlich wie Querhäuser mit Turmbekrönungen gestaltet wurden. Die enthält Nischen, in welchen sich Heiligenfiguren befinden.
Jeder Treppenturm ist gesondert durch zwei kleinere Portale erreichbar. Zu allen Eingängen führen dreistufige Freitreppen aus schlesischem Granit hinauf.
Die Orgelempore hat eine Tiefe von einem Joch und zieht sich im Inneren über die gesamte Baubreite des Kirchenschiffes.
Das Kirchengebäude ist (einschließlich Turm) 58 m lang, um 25 m breit, 16 m bis zum Dachfirst hoch und die flachrund geschlossene Apsis hat einen Durchmesser von zirka 6,30 m. Beidseitig der Apsis schließen sich unter Dachschrägen, von innen und außen zugängig, die Sakristei und ein Vorbereitungsraum an. In den Dachschrägen und den als Seitenschiffe ausgebildeten Bauteilen sind zwei Emporen angeordnet. Eine dient als Paramentenraum, die andere trägt die Orgel. Unterhalb des Turmes liegt die Krypta mit sieben kleinen Fensteröffnungen. – Dem Putz der Turmfront vorgesetzt sind anmodellierte flache Säulen, die den Chor-Dachstuhl mitstützen.
Bei der Kreuzung des Kirchenhauptschiffes mit den Querschiff-Armen entsteht eine Vierung, auf welcher bei der Dachkreuzung ein Dachreiter platziert wurde. Die Schmalseiten des Querschiffes sind mit geschwungenen Ziergiebeln und bogenförmigen Abschlüssen gestaltet.
Alle Fassaden tragen hohe mehrsprossige unbunte Halbrundfenster. Als dezenter Bauschmuck dienen girlandenartige gelbe Putzmalereien an Fenstern, Türen und unter den Gesimsen.
Die dem Wetter besonders stark ausgesetzten Simse erhielten Biberschwanz-Eindeckungen in drei Lagen.
Der Kirchenfußboden einschließlich dem im Chorraum besteht (außer unter den Bänken) aus Solnhofener Platten. Die Kirchenschiffe sind tonnenförmig eingewölbt, in der Vierung und im Chorschluss tragen muldenförmige Gewölbe das Bauwerk.
Die Wände im Inneren der Kirche sind weitestgehend verputzt und mit Stuck geschmückt.

## Glocken
Im Glockenturm gab es bei der Kirchweihe ein fünfstimmiges Geläut aus Bronze.
Während des Ersten Weltkriegs, im Jahr 1915, beschlagnahmte die deutsche Armee die vier größten Glocken, die gleich beim Abhängen noch auf dem Turm zerschlagen wurden. Ihre Scherben dienten samt der ebenfalls beschlagnahmten großen Orgelpfeifen als Metallspende des deutschen Volkes.
Nach dem Ende des Krieges konnte die Gemeinde, trotz der herrschenden Inflation, bei der Glockengießerei Geittner in Breslau drei neue Glocken herstellen lassen, die am 3. Dezember 1922 auf den Kirchturm aufgezogen wurden. Pfarrer Maksymilian Ganczarski weihte die Glocken am 6. und 7. Dezember 1922, die die Namen Johann (Jan), Maria und Barbara (Warwara) erhielten.

## Ausstattung

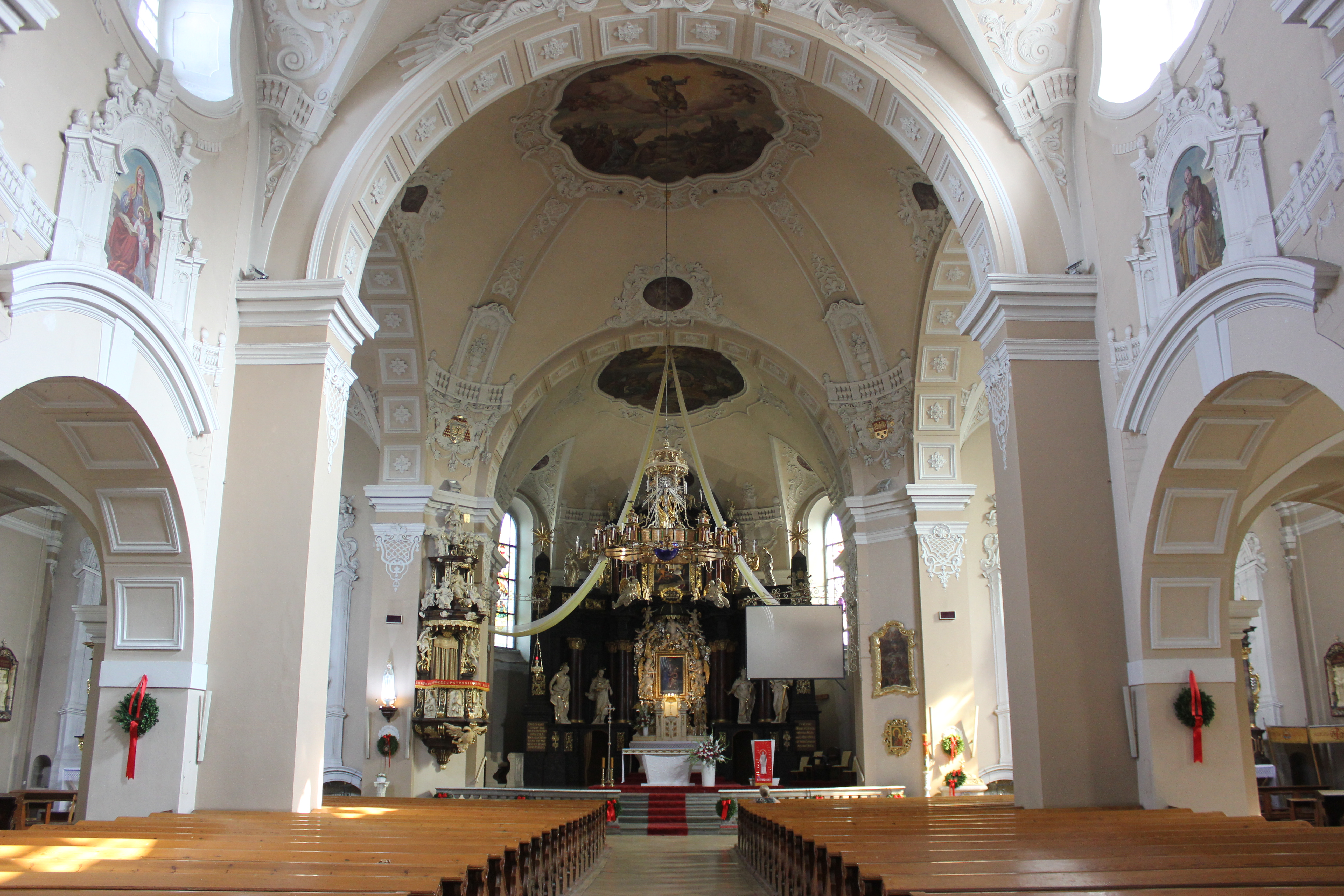
Innenansicht

Die Ausstattung ist überwiegend barock und manieristisch gestaltet. Sie stammt zu großen Teilen aus der Vorgängerkirche.

### Altäre

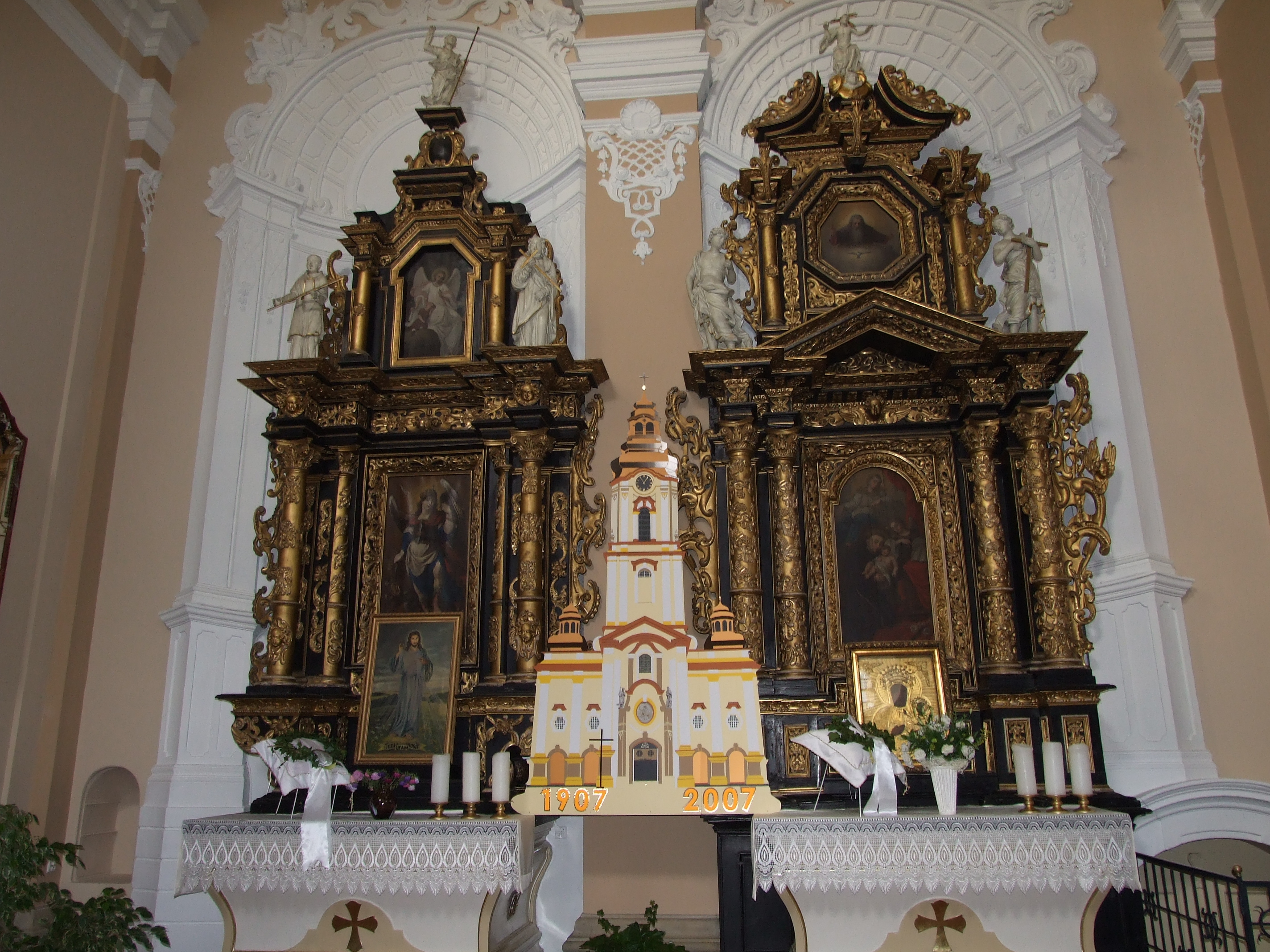
Seitenaltäre

Zu den ursprünglichen Ausstattungselementen gehören der Hauptaltar von 1712, die beiden manieristischen Seitenaltäre im westlichen Baubereich aus dem 17. Jahrhundert und die Kanzel.
Der Hauptaltar (Hochaltar) ist das Werk des Breslauer Künstlers Johann Christoph König. In diesem Altar befinden sich Figuren der Heiligen Georg, Florian, Erzengel Michael und Figuren zweier unbekannter Frauen. In der Mitte des Altars hängt das Bild der Schneegottesmutter mit dem Kind in einem Schmuckrahmen. Im oberen Teil des Altarbildes ist der Schutzheilige der Kirche, der hl. Laurentius dargestellt.
Im Jahr 1908 sind zwei neue Seitenaltäre (im östlichen Seitenschiff) hinzugekommen, ebenfalls als Hochaltäre ausgebildet. Einer ist mit vier Säulen und zwei Engelsfiguren geschmückt, die Figur des segnenden Christus bildet die Spitze. Im oberen Teil gibt es ein Bild Gottvaters und eines Schutzengels, gemalt von der Nonne Amabilis Güldenpfennig aus Aachen.
In diesem Altar befindet sich auch das auf einem Holzbrett gemalte Bild des hl. Antonius mit dem Kind (17. Jhd.) und ein Bild von Erzengels Michael (18. Jhd.).
Im westlichen oder linken Seitenaltar sind der hl. Laurentius und ein unbekannter Heiliger platziert, an der Spitze befindet sich die Figur von Christus Salvator.

### Kanzel
Die Kanzel aus der Vorgängerkirche wird auf die zweite Hälfte des 18. Jahrhunderts datiert. Zur Einweihung des Kirchenneubaus 1907 wurde sie komplett renoviert und teilweise umgebaut. Der Schalldeckel ist in Form einer Laterne ausgebildet, auf ihm ist die Figur Mariä Himmelfahrt in der Begleitung der vier Evangelisten angeordnet.

### Chorraum, Fenster, Gestühl und Weiteres
Für den Neubau wurden um das Jahr 1907 ein Altartisch, eine Leuchterbank, die Tabernakelanlage, eine Kommunionbank und ein Taufstein aus weißem Marmor vollständig neu hergestellt.
Die Gewölbedecke ist mit sieben großen Deckengemälden geschmückt, ausgeführt im Barockstil vom Kirchenmaler Klink aus Babice bei Leobschütz. Sie stellen Mariä Verkündigung, Christi Geburt, Christus im Tempel, Heilung der Kranken, Jesus Christus mit Kindern, das letzte Abendmahl (im Chor) und Christi Himmelfahrt (an der Kreuzung der Schiffe) dar.
Die Chorfenster zeigen den hl. Nepomuk und den hl. Georg, die Fenster im Querschiff die Jungfrau Maria und die hl. Klara.
Das Gestühl bietet Platz für 700 Besucher, zusätzlich waren auch Stehplätze eingeplant, so dass wohl mehr als 1000 Personen in der Kirche Platz finden konnten.
Die farbliche Gestaltung aller Innenflächen hatte Georg Güldenpfennig geplant: Ein weißer Grundton auf den größeren Flächen wechselt mit einem leicht gelblichen Anstrich, einige Schmuckelemente sind in Gold hervorgehoben. Als weitere Kontrastfarbe kam geringfügig auch ein zarter Violettton zur Anwendung.
Weiteren Kirchenschmuck bilden die geschnitzten Kreuzwegstationen aus der Werkstatt von Paul Thamm aus Bad Landeck.

### Orgel

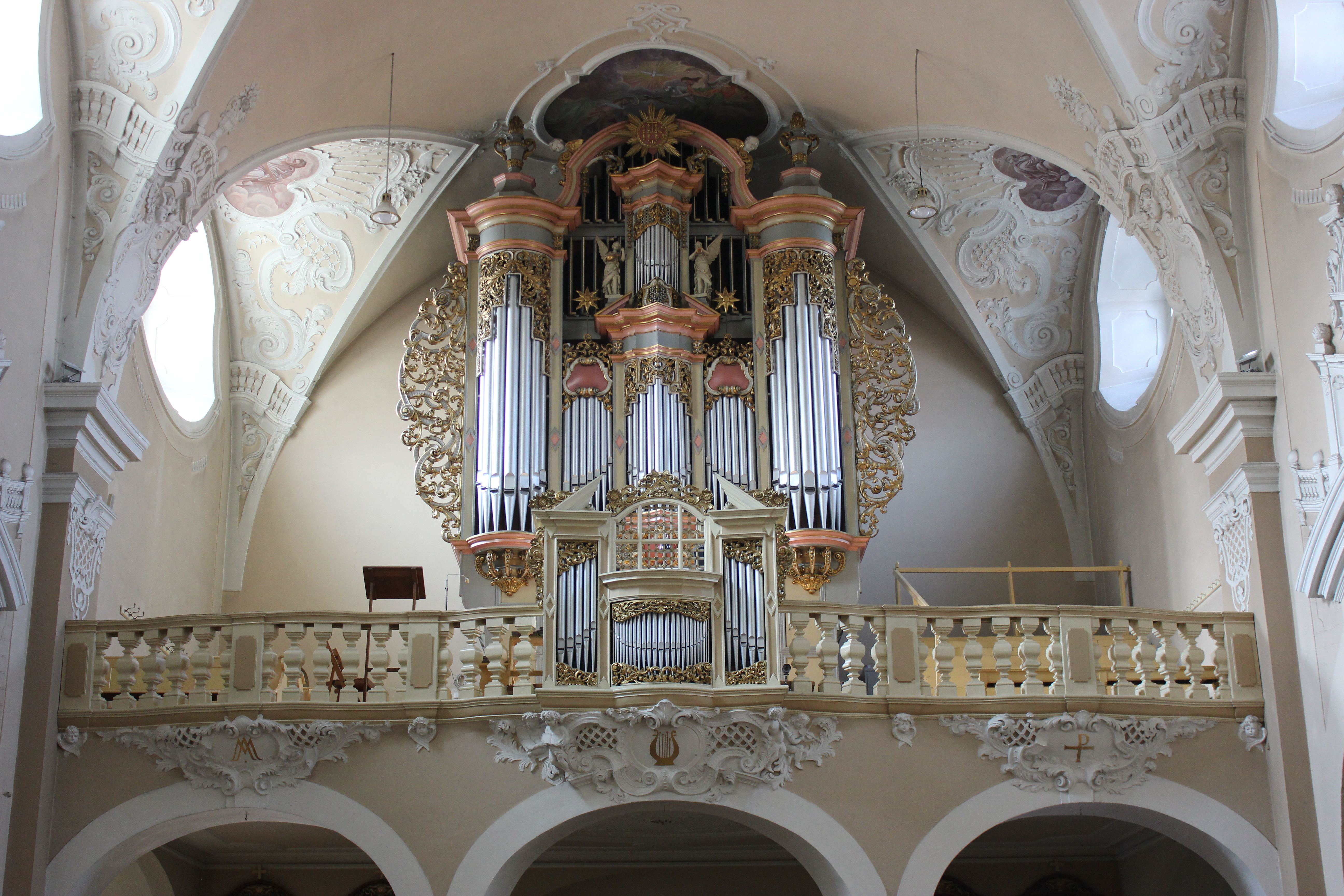
Orgel

Die nun im Gotteshaus vorhandene Orgel wurde von der Fa. Schlag & Söhne 1906 für diese Kirche erbaut und besaß ursprünglich 37 Register auf zwei Manualen und Pedal. Der Prospekt der Orgel in der früheren Kirche wurde wiederverwendet, er stammt von einer Orgel, die Franz Joseph Weiss 1796 erbaut hat. Im Zusammenhang mit der Glocken-Requirierung 1915 mussten auch alle metallenen Orgelpfeifen als Metallspende des deutschen Volkes abgeliefert werden. Erst 1926 konnten die Pfeifen durch neu angefertigte ergänzt werden. 1938 wurde die Orgel umgebaut von der Firma Gebrüder Rieger. Bei diesem Umbau kam das Rückpositiv hinzu. Heute besitzt die Orgel 38 klingende Stimmen.

## Seelsorge

### Gemeindearbeit
Ursprünglich wurden die Predigten in der Kirche auf Polnisch gehalten. Erst als König Friedrich II. im Jahr 1864 die Order erließ, dass die Messen ab sofort in deutscher Sprache stattzufinden hätten, änderte sich dies und blieb schließlich bis 1945 so.
Zur Pfarrgemeinde der Laurentiuskirche gehört in den 2000er Jahren auch die Kirche St. Barbara.

### Pfarrer (Auswahl)
- 1290: Pfarrer Mikołaj (=Nikolaus)
- 1697–1735: Ernst (Ernest) Joachim von Strachwitz[4]
- 1736–um 1744: Franciszek Jerzy (Franz Georg) von Strachwitz[5]
- um 1760: Fluk Teschonowitz[4]
- ab 1762: Adam Józef von Larisch, der die Predigten in deutscher Sprache hielt und unter anderem innerhalb von sieben Jahren ein Stiftungsbuch erstellte[5]
- um 1820: Johann (Jan) von Larisch
- 1856–?: Priester Augustyn Bertzik
- um 1900–1926: Maxymilian Ganczarski, in dessen Amtszeit die neue (jetzige) Kirche errichtet wurde[3][5]
- ab März 1926: Karol Lange[5]
- ab Mai 1945: Faustyn Zbaniuszek
- um 1960: Franciszek Blachnicki, Gründer Hauskirche

- um 2002–nach 2007: Wolfgang Jośko[4]